# Яхромская прядильно-ткацкая фабрика
Яхромская прядильно-ткацкая фабрика (Товарищество Покровской мануфактуры) — фабрика, основанная в 1841 году помещиком Пономаревым в деревне Суровцево (сейчас город Яхрома) Дмитровского городского округа Московской области. Одно из старейших и крупнейших предприятий Дмитровского края.
Наибольшее развитие и известность получила при И. А. Лямине как фабрика Товарищества Покровской мануфактуры. Фабрика обрастает посёлком, а затем становится центром города Яхромы. Сейчас не работает.

## История
1841 году на берегу реки Яхромы, рядом с деревней Суровцево, помещик Пономарев основал фабрику. По данным переписи 1843 года эта фабрика значилась как «шерстно-ткацкое и суконное производство помещика Пономарева». Помещик Пономарев же называл свою фабрику Андреевской.
В 1840-х годах фабричные здания были заложены на левом берегу Яхромы между деревнями Починки и Суровцево. Называлась фабрика: «Андреевская мануфактура».
Фабрика располагалась на расстоянии 7 верст от Дмитрова, 57 верст от Москвы и в 6360 саженях от Московского шоссе. Следующим владельцем фабрики стал Кувшинов, который купил её у помещика Пономарева, затем фабрику продали купцу Железнову. Следующим собственником стал купец Каулин. Изначально на фабрике было организовано производство ковров. Когда собственником стал Каулин, он пригласил специалиста-мастера англичанина Бордмана. Теперь это уже не была суконная мануфактура, а хлопчато-бумажная прядильно-ткацкая фабрика.

### Покровская мануфактура
Каулин продал фабрику в 1858 году Ивану Артемьевичу Лямину. В момент продажи производство было в процессе реконструкции. Иван Артемьевич выделил средства на оснащение фабрики, директором остался Ф. Ф. Бордман, который был и при Каулине. В 1860 году Бордман построил трехэтажный прядильный корпус, установил английскую паровую машину, «мюльные машины Сельфактора» для прядильного производства. В том же 1860 году на 11816 прядильных веретен вырабатывалось 15150 пудов пряжи на сумму 195448 рублей. На фабрике было выработано 58725 кусков миткаля, бязи и шерстяной материи на 338 999 рублей. На фабрике работало 1 116 человек.
Новый хозяин занялся организацией фабричного производства и строительством помещений. Он преобразовал фабрику в «Товарищество Покровской Мануфактуры». Товарищество закупало хлопок в Египте, Америке, Туркмении, Закавказье и использовало в производстве. В 1855 году территория фабрики составляла уже не 20, а 100 га. Рядом располагался рабочий посёлок, в котором насчитывалось 5 тысяч жителей. Впоследствии этот посёлок станет городом Яхрома.

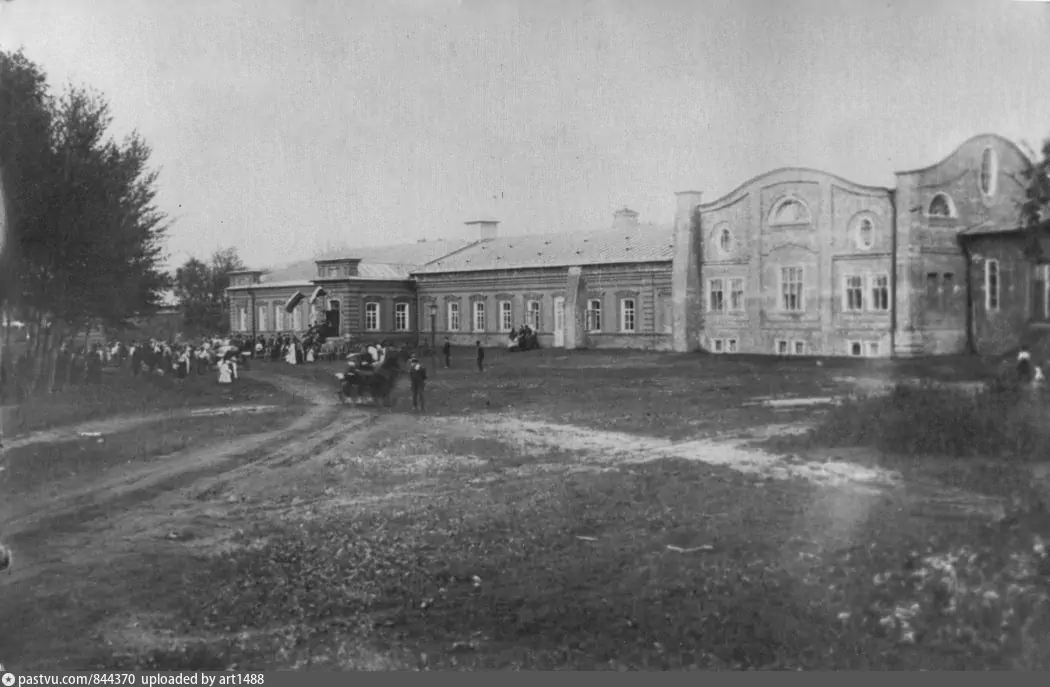
Клуб служащих бумагопрядильной и ткацкой фабрики "Товарищества «Покровская мануфактура»

В 1870 году к главному корпусу прядильни пристроили дополнительное помещение, было закуплено английское оборудование с механической двигательной силой, работающее от паровой машины. В 1870 году уездное земство проводило оценку, согласно которой стоимость строений и машин на фабрике составила 425 тысяч рублей.
На фабрике были заняты крестьяне из окрестных деревень. Для них строились фабричные общежития, которые назывались казармами. Казарма «Клин» — трехэтажное здание с «коморками» для семейных пар. Казарма «Всемирная» — два деревянных барака, в которых жили одинокие мужчины и женщины. Были дома для мастеров. При Лямине был построен кирпичный завод с двумя печами, два газовых завода, пожарное депо, механическая мастерская — все эти строения нужны были для обслуживания производства на фабрике. Газовое освещение было в производственных корпусах и частично на улице.
В 1875 году было создано Товарищество «Покровской мануфактуры». В 1880 году производство стало называться «Бумаго-прядильная и ткацкая фабрика Товарищества „Покровская мануфактура“». Появились больница, баня, новое жилье.
При фабрике работала школа, детский сад и ремесленное училище, в котором обучались дети рабочих. Работала больница с большим штатом врачей. Во время кризисов, владелец фабрики никогда не увольнял рабочих и не снижал им зарплату. Для фабричных работников специально строились дома, которые называли «ляминскими». Свой дом в Дмитрове Иван Артемьевич переделал в дом престарелых фабричных рабочих. Он приобрел усадьбу у князя Голицына в деревне Даниловской и сделал там дом отдыха для рабочих.
Жилой фонд фабрики на начало XX века состоял из казарм: Водяной, Леоновской, Большой, Слесарской, Южной, Подмастерской, Клин (не сохранилась) и Всемирной (не сохранилась). Также при фабрике находились бараки для подёнщиков, строителей и имелась система квартирных домов: красных, хозяйский, для мастеров и др..
В 1881 году Великий князь Сергей Александрович Романов лично посещал фабрику.
Иван Артемьевич Лямин умер в декабре 1894 года. После его смерти руководить делами фабрики стал его старший сын Семен Иванович Лямин.
В 1900 году на территории этой фабрики появились первые электрические лампочки в Дмитровском уезде — работы по электрооборудованию выполняла фирма «Эриксон».
В 1911 году Лямины продали фабрику промышленнику Прохорову (владельцу «Товарищества Прохоровской мануфактуры»). Затем после революции предприятия были национализированы. Лямины уехали в Париж.

### После революции 1917 года

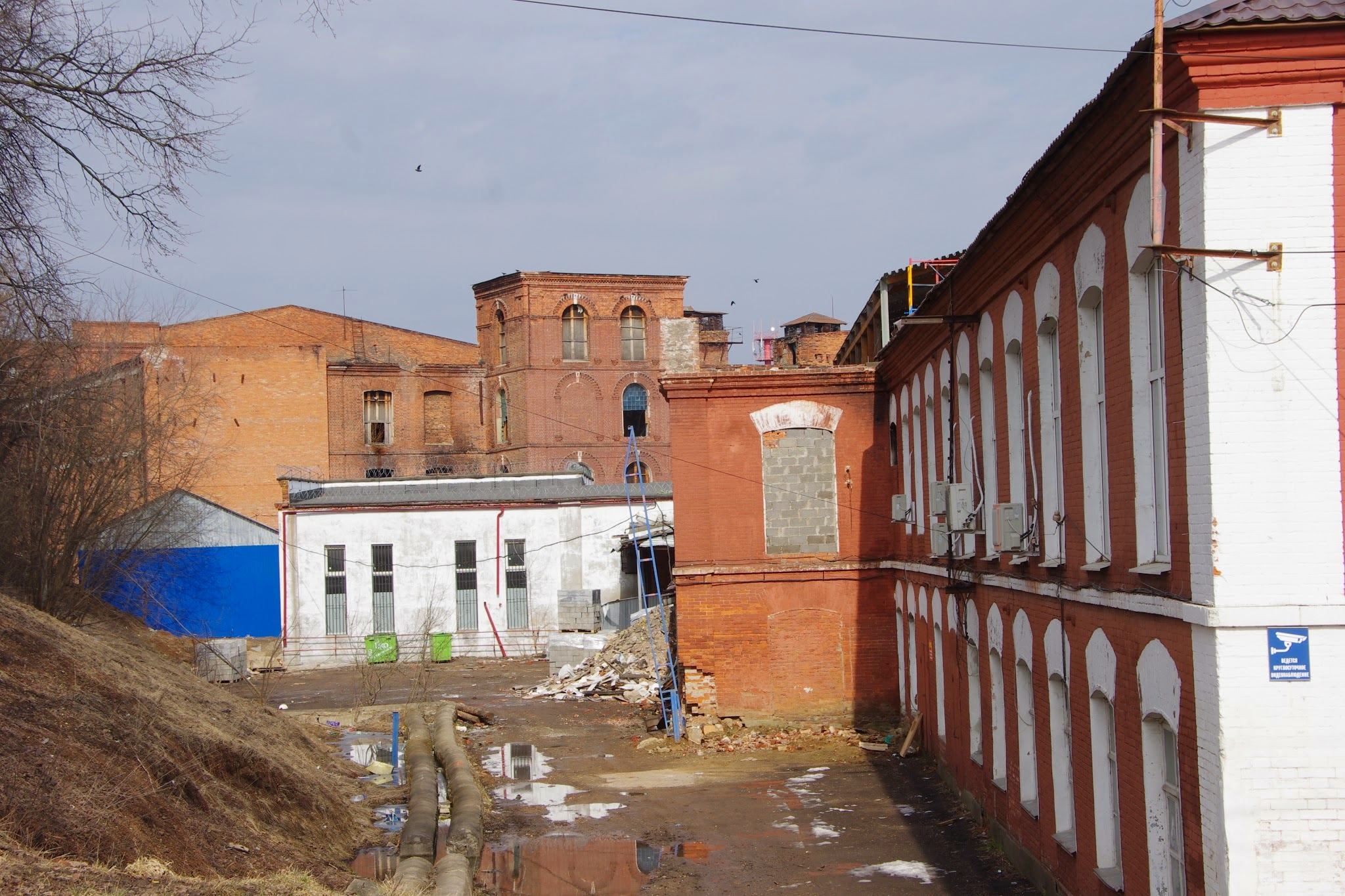
Бывшие производственные помещения Яхромской прядильно-ткацкой фабрики

После революции была национализирована стала называться Яхромская прядильно-ткацкая фабрика.
Яхромская хлопчато-бумажная прядильно-ткацкая фабрика за 1928-29 год выпустила 13,1 тонн продукции, потратив 58,9 тысяч тонн сырья (включая энергоресурсы). В 1931 году на фабрике было 2140 ткацких станков и почти 85 тысяч веретён, работало примерно 5 тысяч человек. Выпущено было 4 тысячи тонн пряжи и 40 тысяч метров тканей.
В 1932—1935 годах предприятие входит в Государственное Московское хлопчато-бумажное объединение (ВХБО) ВСНХ СССР.
Во время битвы под Москвой фабрика сильно пострадала, но к 1949 году её частично восстановили. По состоянию на 2020 год фабрика не работает, но её здания арендуют.
В декабре 1956 года предприятию было присвоен Орден Трудового Красного Знамени. Яхромская ордена Трудового Красного Знамени прядильно–ткацкая фабрика находится в ведомственном подчинении Управления хлопчатобумажной промышленности Мособлсовнархоза.